# Satte Pe Satta
Satte Pe Satta (Español: Siete y siete, hindi: सते पे सता) es una película de la India dirigida y producida por los hermanos Sippy y protagonizada por Amitabh Bachchan, Hema Malini, Amjad Khan y Shakti Kapoor. Satte Pe Satta es una nueva versión de la película de Hollywood Siete novias para siete hermanos.

## Sinopsis
El granjero Ravi Anand se enamora de Indu, una enfermera. Cuando se casan Indu encuentra a sus hermanos sucios de poco culta. Se arregla y les enseña como ser cortés. Indu invita a sus amigas a visitarle y los hermonos de Ravi y las chicas se emparejan. Pero Seema una chica que usa silla de ruedas no tiene ningún novio. El tío de Seema quiere su fortuna antes de que cumpla 21 años. Secuestra a Ravi y le sustituye con su doble el asesino Babu. Babu se enamora de Seema y deja su vida de crimen. Los hermanos le rescata a Ravi y todos viven felices.   

## Reparto
- Amitabh Bachchan como Ravi Anand / Babu.
- Hema Malini como Indu R. Anand
- Ranjeeta Kaur como Seema Singh.
- Amjad Khan como Ranjit Singh.
- Shakti Kapoor como Mangal Anand.
- Sachin como Shani Anand.
- Paintal como Budh Anand.
- Ranjeet
- Sudhir como Shom Anand.
- Kanwaljit Sinh como Guru Anand.
- Vijayendra Ghatge como Shekhar.
- Inderjeet como Shukar Anand.
- Sarika como Sheela.
- Goga Kapoor como el borracho.
- Mac Mohan como Sicario de Ranjit.
- Prema Narayan como novia de Mangal.
- Madhu Malhotra como la novia de Budh.
- Aradhana como la novia de Shukar.
- Asha Sachdev como la novia de Guru.

## Música
La música de Satte Pe Satta fue compuesta por Rahul Dev Burman y la letra fue escrita por Gulshan Bawra.
| # | Canción                   | Cantantes                                                          |
| - | ------------------------- | ------------------------------------------------------------------ |
| 1 | "Dilbar Mere"             | Kishore Kumar y Anette Pinto                                       |
| 2 | "Dukki Pe Dukki Ho"       | Asha Bhosle, Kishore Kumar y Rahul Dev Burman                      |
| 3 | "Jhuka Ke Sar Ko Puchho"  | Asha Bhisle, Sapan Chakravorty y Anand                             |
| 4 | "Mausam Mastana"          | Asha Bhonsle y Dilraj Kaur                                         |
| 5 | "Pariyon Ka Mela Hain"    | Kishore Kumar                                                      |
| 6 | "Pyar Hamen Kis Mod Pe"   | Kishore Kumar, Rahul Dev Burman, Sapan Chakravorty y Gulshan Bawra |
| 7 | "Zindagi Milke Bitayenge" | Kishore Kumar                                                      |
| 8 | "Pyar Hamen Kis Mod Pe"   | Kishore Kumar, Bhupendra, Sapan Chakravorthy y Rahul Dev Burman    |